# Toxicodendron
Toxicodendron es un género de árboles leñosos, arbustos y enredaderas de la familia de las anacardiáceas. Todos los miembros del género producen un aceite llamado urushiol que es irritante para la piel, y que puede causar severas reacciones alérgicas; de ahí que el nombre científico signifique ‘árbol venenoso’. Anteriormente, los miembros de este género se incluían dentro del género Rhus.

## Descripción
Tiene hojas compuestas pinnadas, alternadas y frutos (drupas) blancuzcos o grisáceos. El miembro más conocido es el Toxicodendron radicans o Rhus toxicodendron (hiedra venenosa), muy ubicuo en el este de Norteamérica.
El fenotipo de este género de plantas es muy variable. Las hojas pueden ser suaves, aserradas o lobuladas, y los tres tipos de bordes de hoja pueden estar presentes en el mismo pie. Las plantas crecen como una enredadera trepadora, arbustos, o, en el caso del árbol de laca (o lacquer) y del zumaque venenoso, como árboles. Mientras que las hojas del marfil venenoso y del roble venenoso usualmente tienen 3 folíolos (a veces 5 u, ocasionalmente, 7), las hojas del zumaque venenoso tienen de 7 a 13 folíolos, y las del árbol lacquer, de 7 a 19.
El nombre común viene de la apariencia similar con otras spp. que no están relacionadas y con la respuesta alergénica al urushiol. El roble venenoso no es un roble (Quercus, familia Fagaceae), pero ese nombre común le viene del parecido de sus hojas con las hojas del roble (Quercus alba), mientras que la hiedra venenosa no es una Hedera (familia Araliaceae), pero tienen un parecido superficial. Ambas, roble venenoso y hiedra venenosa, son miembros de la familia Anacardiaceae. Técnicamente, las plantas no contienen veneno, lo que tienen es un potente alergénico.
Las bayas de ciertas spp. nativas de Japón y de China —Toxicodendron vernicifluum (árbol lacquer) y T. succedaneum (árbol de cera)— se utilizan para hacer la cera japonesa.

## Especies deToxicodendron
- Roble venenoso del oeste (Toxicodendron diversilobum o Rhus diversiloba). Se encuentra solamente en la costa del Pacífico de Norteamérica, desde el sur de Canadá a Baja California. Es extremadamente común en esas regiones, predominando esa especie del género. Extremadamente variable, crece como un denso arbusto en campo abierto soleado, o como enredadera trepadora en áreas sombrías. Como la hiedra venenosa, se reproduce por rizomas y/o por semillas. Las hojas están divididas en 3 foliolos, de 3,5 a 10 cm (centímetros) de longitud, con bordes tallados, lisos, o lobulados. Los californianos aprenden a reconocerla con el ritmo «hojas de a tres, ojo si la ves». Las hojas pueden ser rojas, amarillas, verdes, o combinaciones de esos colores, dependiendo de varios factores, tales como la temporada del año.
- Hedera venenosa asiática (Toxicodendron orientale o Rhus orientale). Es muy similar a la hiedra venenosa americana, y se presenta en el este de Asia (tan similar que algunos textos la tratan como si fuera una variedad de la americana).
- Árbol lacquer o árbol laqueado chino (Toxicodendron potaninii o Rhus potaninii). De China central. Similar a T. vernicifluum, pero usualmente con menos folíolos por hoja. Crece hasta más de 20 m (metros) de altura. Al igual que T. vernicifluum, se la usa para producir laca. Las hojas tienen 7 a 9 folíolos.
- Roble venenoso del este (Toxicodendron pubescens).
- Guan de México,[1] zumaque venenoso[1] o hiedra venenosa (Toxicodendron radicans o Rhus radicans). Es extremadamente común en algunas áreas de Norteamérica. En Estados Unidos, crece en todos los estados excepto Alaska, Hawái, California y Nebraska, pero es mucho menos común que el roble venenoso en el oeste de Norteamérica. También crece en América Central. Aparenta una enredadera trepadora o un arbusto, se reproduce tanto por raíces como por semillas. La apariencia varía. Las hojas, arregladas en un patrón alternado, usualmente en grupos de tres, son de 2 a 5 cm de longitud, punteadas, y de bordes lisos, dentados, o lobulados, pero nunca aserrados. Las hojas pueden ser brillantes o mates, y el color varía con la estación. Las enredaderas crecen menos enroscadas que erectas, y pueden medir de 8 a 10 m de altura. A veces, la planta envuelve enteramente la estructura de soporte, y las enredaderas se extienden más allá, dando la apariencia de ser un «árbol».

## Taxonomía
El género fue descrito por Philip Miller y publicado en The Gardeners Dictionary...Abreviado... cuarta edición vol. 3. 1754. La especie tipo es: Toxicodendron pubescens Mill.
Etimología
Toxicodendron: nombre genérico que deriva de las palabras griegas: τοξικός (toxikós), que significa ‘veneno’, y δένδρον (dendron), que significa ‘árbol’.